# Ada (Vukosavlje)
Pour les articles homonymes, voir Ada.
Ada (en serbe cyrillique : Ада) est un village de Bosnie-Herzégovine. Il est situé dans la municipalité de Vukosavlje et dans la république serbe de Bosnie. Selon les premiers résultats du recensement bosnien de 2013, il compte 156 habitants.
Avant la guerre de Bosnie-Herzégovine, le village faisait entièrement partie de la municipalité d'Odžak ; après la guerre son territoire a été partiellement rattaché la municipalité de Vukosavlje nouvellement créée et intégrée à la république serbe de Bosnie.

## Histoire
Avant la guerre de Bosnie-Herzégovine (1992-1995), Ada se trouvait entièrement dans la municipalité d'Odžak. Après les accords de Dayton en 1995, Ada a été rattachée à la municipalité nouvellement créée de Vukosavlje et intégrée à la république serbe de Bosnie.

## Démographie

### Répartition de la population par nationalités (1991)
En 1991, le village comptait 638 habitants, répartis de la manière suivante, :